# Сынджера
Сы́нджера, также Сынжера (рум. Sîngera) — город в Молдавии в составе сектора Ботаника муниципия Кишинёв.
К городу Сынжера также относятся сёла Добружа и Ревака.

## География
Город расположен юго-восточнее Кишинёва на автомобильной дороге «Кишинёв — Одесса» на берегу реки Ишновец. Расстояние до Кишинёва — 9 км.
В 1988 году селу Сынджера был присвоен статус посёлка городского типа, а в 1995 году — статус города.

## Религия

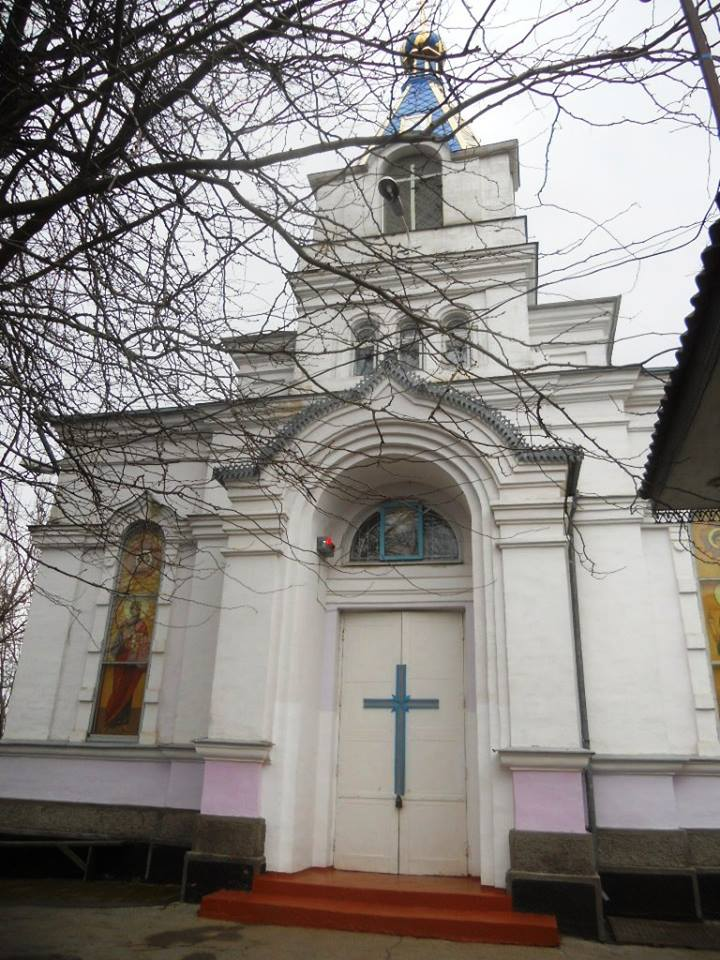

В Сынджере была построена православная церковь Иоакима и Анны.

## Транспорт
Город связан с Кишинёвом троллейбусным маршрутом № 31 (в настоящее время маршрут временно закрыт), автобусными маршрутами № 18, 33, 44 и маршрутными такси № 157.